# 에드 메츠거
에드 메츠거(Ed Metzger, 1946년 1월 23일 ~ )는 미국의 배우이다.
브루클린에서 태어났다.

## 영화
- 벤자민 버튼의 시간은 거꾸로 간다 (2008년) - 테디 루즈벨트 역
- 악동들 (1999년)